# Neotheronia roraria
Neotheronia roraria là một loài tò vò trong họ Ichneumonidae.